# 주싱 조선족 향
주싱 조선족 향(중국어 간체: 主星朝鲜族乡, 한어병음: Zhǔxīng cháoxiǎn zú xiāng, 중국조선어: 주성조선족향)은 중화인민공화국 헤이룽장성 헤이허시 산하의 현급시 베이안시 관할하에 있는 조선족 민족향이다.

## 행정구역
4개의 촌을 관할하고 있다.
둥싱 촌(중국어 간체: 东星村, 중국조선어: 동성촌), 훙광 촌(중국어 간체: 红光村, 중국조선어: 홍광촌), 
훙싱 촌(중국어 간체: 红星村, 중국조선어: 홍성촌), 주싱 촌(중국어 간체: 主星村, 중국조선어: 주성촌)